# Janina Nottensteiner
Janina Nottensteiner (* 28. September 1977 in Fürstenfeldbruck) ist eine deutsche Fernsehmoderatorin.

## Werdegang
Nottensteiner wuchs auf Gut Arzla bei Inning am Ammersee auf. Nach dem Abitur am Rasso-Gymnasium in Fürstenfeldbruck studierte sie Journalistik an der Ludwig-Maximilians-Universität München, welches sie im Januar 2004 als Diplomjournalistin abschloss. Schon während des Studiums moderierte sie beim Bayerischen Fernsehen von 1997 bis 2002 wöchentlich für Kinder und Jugendliche den Schlawiner Platz und von 2002 bis 2004 den Schlawiner Club. Danach arbeitete sie als Redakteurin und Moderatorin beim Deutschen Wetter Fernsehen, bei Gute Laune TV und Janus TV. Anfang 2008 kehrte sie zum Bayerischen Rundfunk zurück und übernahm die Moderation des Trendmagazins laVita und arbeitete bei Wir in Bayern. Im August 2009 rückte sie in das Moderatorenteam der Sendung Blickpunkt Sport auf, zum Jahresende 2011 beendete sie ihre Tätigkeit bei Blickpunkt Sport.
Von April 2016 bis Mai 2018 moderierte Janina Nottensteiner die Sendung Unser Land im Bayerischen Fernsehen. Danach bekam sie ein Kind und moderiert seit April 2020 wie bereits von 2013 bis 2015 das Umweltmagazin Unkraut-Das Umweltmagazin.